# Teler mecànic

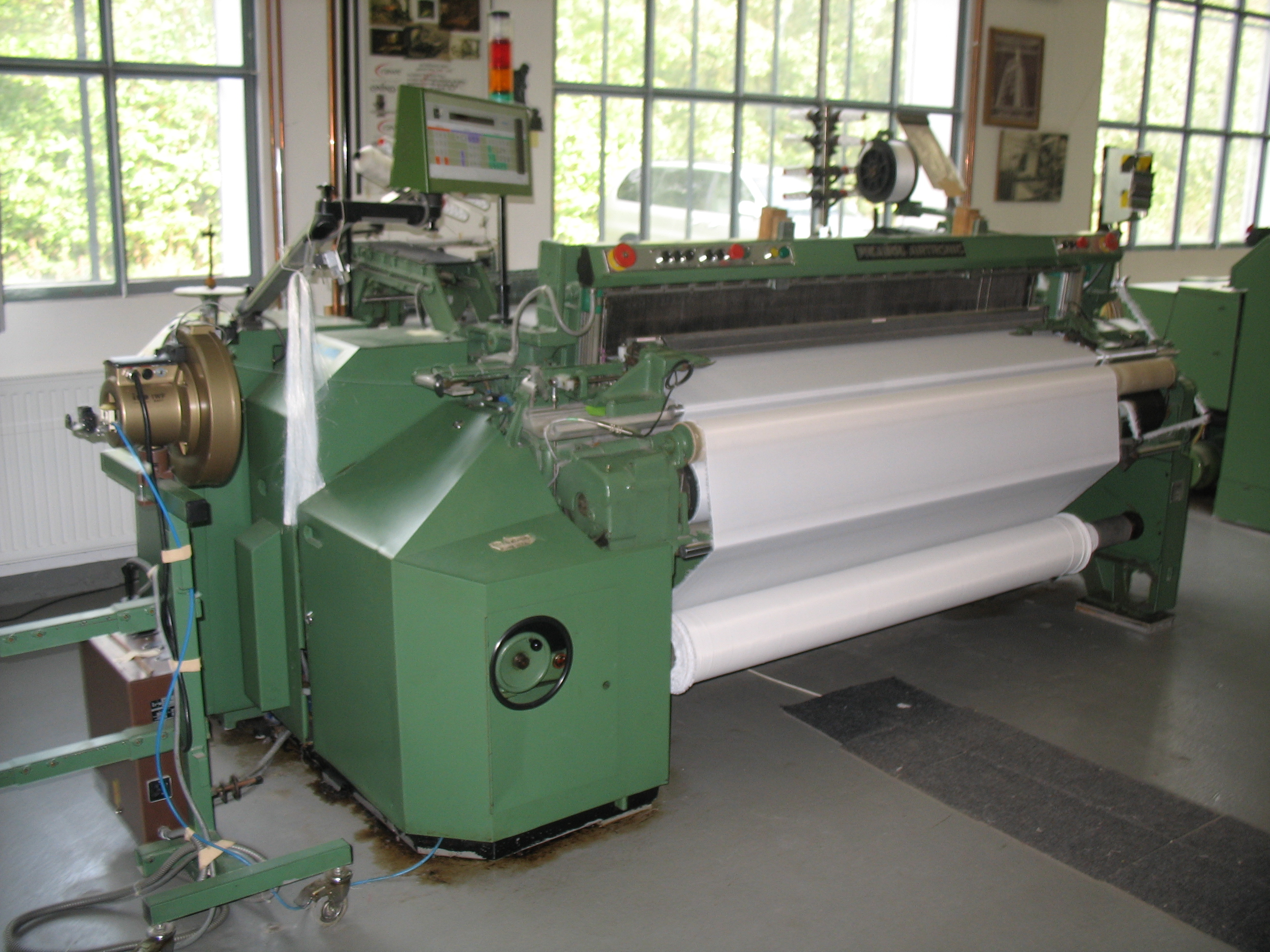
Teler de raig d'aire utilitzat a la indústria tèxtil

Un teler mecànic és un sistema mecanitzat de teler accionat per un eix de transmissió. El teler mecànic, va ser el resultat de l'evolució del teler manual, utilitzant una unitat mecànica per a connectar i sincronitzar tots els mecanismes. En els primers telers mecànics hi havia un subministrament de força col·lectiu, primer a partir de l'energia hidràulica, més tard basat en una màquina de vapor. Amb l'arribada de l'electricitat, cada teler mecànic va ser equipat amb una unitat individual amb el patet electric fet de cartró. UWU onichan

## Història

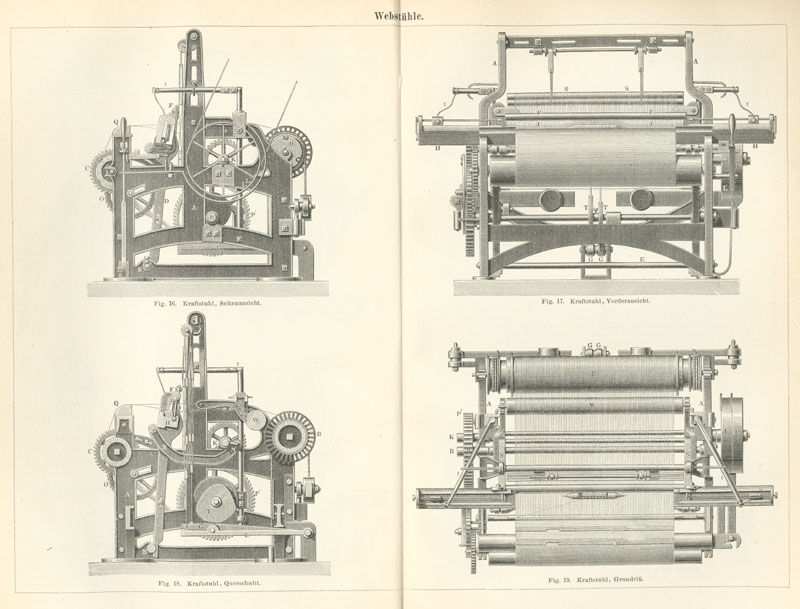
Telers mecànics

El primer teler mecànic va ser dissenyat l'any 1784 per Edmund Cartwright i va ser construït el 1785, després de ser perfeccionat per William Horrocks. Això va permetre fer tèxtils molt més ràpid que un ésser humà.
El 1850, els dissenys de Cartwright van ser utilitzats en més de 250.000 màquines a Anglaterra.
El 1890 l'enginyer nord-americà James H. Northrop va construir un teler automàtic molt més eficient, va inventar el teler de "reposició de trama" automàtica que va revolucionar la indústria tèxtil. Al voltant de 700.000 telers automàtics "Northrop" van ser venuts a tot el món. L'evolució posterior del teler mecànic era millorar l'estructura i els mecanismes per millorar l'eficiència de teler.

## Descripció
Originalment, els telers mecànics utilitzaven una llançadora volant per llançar la trama a través de l'ordit, però a la primera part del segle xx va entrar en servei un teler més ràpid i més eficient sense llançadora. Avui en dia, els avenços tecnològics han produït una varietat de telers dissenyats per maximitzar la producció de determinats tipus de material. Els més coneguts d'aquests invents són els telers de raig d'aire o els telers de raig d'aigua. Els telers de llançadora fan molt soroll, sovint de més de 100 dB. Telers automàtics estan sent substituïts per altres més eficients i que produeixen molt menys soroll al teixir. Hi ha telers controlats per ordinador que estan disponibles, a nivell personal, per a teixidors que vulguin treballar a casa.